# Lomatium latilobum
Lomatium latilobum ist eine Pflanzenart aus der Gattung Lomatium innerhalb der Familie der Doldenblütler (Apiaceae). Sie kommt nur im Grenzgebiet der US-Bundesstaaten Utah und Colorado vor; die wenigen Vorkommen beschränken sich auf den Arches National Park und das Colorado National Monument. Von der The Nature Conservancy = TNC wird Lomatium latilobum als „vom Aussterben bedroht“ („G1“) eingestuft. Englischsprachige Trivialnamen sind englisch Canyonlands lomatium, Canyonlands biscuitroot.

## Beschreibung

### Vegetative Merkmale
Lomatium latilobum ist eine ausdauernde krautige Pflanze, die Wuchshöhen von nur 10 bis 30 Zentimetern erreicht. Sie bildet einen verzweigten, verholzenden Caudex, der mit den trockenen weiß gefärbten Resten der Blattscheiden aus der Vorsaison bedeckt ist. Die Pflanze verströmt einen starken Geruch, der an Zitrone und Süßholz erinnert, auch Anis wird genannt.
Die wechselständig angeordneten Laubblätter sind in Blattscheide, Blattstiel und Blattspreite gegliedert. Die kahle Blattspreite ist fiederteilig mit drei oder vier Paaren von Blattsegmenten. Die Blattsegmente sind bei einer Länge von (0,5) 1 bis 4 Zentimetern sowie einer Breite von 0,2 bis 1,2 Zentimetern lanzettlich bis elliptisch.

### Generative Merkmale
Die Blütezeit reicht von April bis Juni, im Arches National Park von Februar bis April. Der doppeldoldige Blütenstand enthält viele, relativ kleine, Blüten. Hüllblätter fehlen. Die auffälligen Hüllblättchen sind 5 bis 10 Millimeter lang.
Die eingeschlechtigen oder zwittrigen Blüten sind fünfzählig. Kelchblätter können fehlen. Es sind fünf freie gelbe Kronblätter vorhanden. Es ist ein Kreis mit fünf Staubblättern vorhanden. Der Griffel endet in zwei Narben.
Die flachen, breiten Doppelachänen teilen sich bei Reife in zwei Hälften, die 8 bis 12 Millimeter lang und 3 bis 7 Millimeter breit sind mit je einem Samen und besitzen seitliche Flügel.

## Vorkommen und Gefährdung
Der Endemit Lomatium latilobum kommt nur in den Countys Grand und San Juan in Utah und Mesa in Colorado vor.
Lomatium latilobum wächst typischerweise auf Sanden auf Entrada- und Navajo-Sandstein zwischen Rippen und in Spalten-Canyons. Auch blanker Fels und Schutthalden, Wüsten und Chaparral in Höhenlagen von 1200 bis 2200 Metern werden als Lebensräume genannt. Im Arches National Park findet man Lomatium latilobum in Strauchsteppen- und Pinyon-Wacholder-Gemeinschaften, ansonsten auch in Gelb-Kiefer-Bergwäldern. Sie wachsen in auffälligen Bülten, die den Boden stabilisieren und Mikro-Habitate für andere Lebewesen bilden.
Es gibt schätzungsweise nur 12 bis 17 Fundorte von Lomatium latilobum, von denen einige auch nur nach historischen Sammlungen bestehen und inzwischen dort ausgestorben sein könnten. Einige Populationen sind in Schutzgebieten gesichert, doch Gefährdungen durch Tritt von Touristen, die die Wege verlassen, ausgesetzt. Die Pflanzenexemplare sind empfindlich gegen Störungen und können leicht entwurzelt werden.
Aufgrund des beschränkten Vorkommens und der Tritt-Empfindlichkeit sowie der Gefährdung durch starke touristische Nutzung wird Lomatium latilobum als „vom Aussterben bedroht“ betrachtet.

## Taxonomie und botanische Geschichte
Das Typus-Exemplar wurde 1911 von Rydberg und Garrett auf der Wilson Mesa im Grand County in Utah gesammelt. Die Erstbeschreibung erfolgte 1913 unter den Namen (Basionym) Cynomarathrum latilobum durch Per Axel Rydberg in Bulletin of the Torrey Botanical Club, Volume 40, Issue 2, Seite 73–74. Das Artepitheton latilobum bedeutet „breit gelappt“ und bezieht sich auf die Lappen der Laubblätter, die sie von anderen Arten der Gattung unterscheiden. Die Neukombination zu Lomatium latilobum (Rydb.) Mathias wurde 1938 durch Mildred Esther Mathias in Annals of the Missouri Botanical Garden, Volume 25, Issue 1, Seite 281 veröffentlicht.
Ein weiteres Synonym für Lomatium latilobum (Rydb.) Mathias soll Aletes latilobus (Rydb.) Weber sein.

## Nutzung
Die unterirdischen Pflanzenteile von Lomatium latilobum und ihrer Verwandten wurden getrocknet und zu Mehl vermahlen, daher der englischsprachige Trivialname „Biscuitroot“.